# Dallos Jenő
Dallos Jenő (Vasas, 1940. április 13. – 2021. szeptember 11.) magyar karikaturista, grafikus.

## Életpályája
A ma Pécshez tartozó Vasason született, 1940. április 13-án.

„Pénteki napon születtem, a Kos jegyében. A néphit szerint az ekkor született gyerekek vagy szerencsések lesznek, vagy bolondok. A szerencse mellém szegődött, amit igazol az, hogy karikaturista lettem. Ugyanakkor „udvari bolond” is vagyok. Módom van fricskát mutatni a visszaéléseknek, durvaságoknak, nemtelenségeknek, szomorúságnak és mindeddig a halálnak is. A világ sok táján volt kiállításom. Mivel a karikatúra vizuálisan megjelenített történés, rajzaim önállóan, szöveg nélkül is elmondják (poénos!?) történeteimet. Ezért érvényesülnek a világ bármely nyelvterületén.”

1958-ban érettségizett, majd bányában dolgozott. 1960-tól sorkatonai szolgálati idejét töltötte. 1963-tól a Pécsi Geodéziai és Térképészeti Hivatalában volt geodéta. 1966-tól Budapesten, az Országos Orvostudományi Filmintézetben grafikusként dolgozott. 1967-től tagja volt a MÚOSZ-nak. 1970-től a Ludas Matyi vicclap belső munkatársa lett. 1972-ben diplomázott az Újságíró Akadémia tördelő-, kép és művészeti szerkesztői tagozatán. 1974-ben tagja lett a Magyar Népköztársaság Művészeti Alapjának és a Magyar Képző- és Iparművészek Szövetségének, utóbbiban a karikatúra-szakosztály vezetőségi tagjaként. Ö tervezte és kivitelezte az első magyar karikatúra-postabélyeget 1980-ban (3, – + 1,50 Ft névértékben), 1982. évi színes Filatélia asztali-falinaptárát a Képzőművészeti Alap Kiadó jelentette meg. Készített rajzfilmeket is.

„Több karikatúrám az alábbi gyűjtemények tulajdonába került: Kuba, Humormúzeum (1 rajz), Sammlung Caricature & Cartoon Basel Collection De Caricatures (6 rajz), Montreal, Humor Pavilon (2 rajz), Nyugat-Berlin Európa Center, Hammer Gyűjtemény (2 rajz), Marostica Kastély Múzeum (5 rajz), Beringen (Belgium) Kulturcentrum (1 rajz), Munkásmozgalmi Múzeum (3 rajz),[Asti Bormúzeum (2 rajz), Magyar Hadtörténeti Múzeum (11 rajz), Ancona Museum of Physical Education and Sport (3 rajz).”

## Főbb publikációi
- Csúzli (1961); (1975)
- Pajtás (1963–1970), (1974–1989)
- Magyar Ifjúság (1963–1986)
- Igaz Szó (1962–1970)
- Képes Újság (1964)
- Élet és Irodalom (1965–1974), (1977–1985), (1988)
- Ifjúsági Magazin (1965–1992)
- Füles (1966)
- Vas Népe (1967–1970), (1971)
- Kutya (1968)
- Ludas Matyi Magazin (1967–1990), (1996–1999)
- Magyar rendőr (1969)
- Úttörő Zsebkönyv (1969–1974)
- Őrsvezető (1969)
- Képes Sport (1969)
- Népsport (1969), (1976)
- Világ Ifjúsága (1969), (1977), (1984)
- Borsodi Express (1970)
- Plajbász és Paróka (1970)
- Zsákbamacska (1970–1971)
- BÚÉK (1971)
- Esti Hírlap (1970–1975)
- Mozgó Világ (1971)
- Napos Oldal (1971)
- Kisalföld (1972)
- 153 vicc (1972)
- Majális (1973)
- Szabad Föld (1973–2006)
- Képes Évkönyv (1974)
- Nyári Örömök (1974)
- Vidám Nyaralás (1974)
- Néplap (1975), (1979)
- Magyar Rendőr (1975)
- Tollasbál (1975–1977)
- Úttörő Évkönyv (1977)
- Inter Press Magazin (1975)
- Tollasbás Bizalmas (1977–1978)
- Szúr (1977)
- Humor (1977)
- Kisdobos (1975–1977)
- Humor OB (1982)
- Rakéta (1978), (1984–1992)
- Füles Évkönyv (1982)
- Múzsa (1982–1985)
- Nők Lapja Évkönyv (1982)
- Mini Pajtás (1985)
- Magyar Horgász (1983)
- Élet és Tudomány Évkönyv (1983–1988)
- Magyar konyha (1983)
- Hahota (1983–1992)
- Pajtás Fészek Magazin (1985)
- Hahota Pörgető (1985)
- Gólyahír (Ludas) (1985)
- Extra Ludas (1986–1992)
- Humor VB. (1986–1987)
- Grimasz (1988)
- Kincse Kalendárium (1987), (1993), (2003)
- T-Boy (1988)
- Tallózó (1989–1991)
- Új Ludas Magazin (1990–1992)
- Népszava (1990), (1993)
- Színházi Élet (1990)
- Ludas Matyi Évkönyv (1990)
- Kisalföld (1990–1991)
- Magyar Hírlap (1991)
- Hócipő
- 24 Óra (1991)
- Mai Reggel (1991)
- Napszúrás (1991)
- Privát Profit (1991–1996)
- Bukfenc (1992)
- Új Ludas (1990–1992)
- Kritika (1990–1992)
- Hahota Évkönyv (1992)
- Her Magazin (1993–1994)
- Kakas (1993)
- Patika Tükör (1993)
- Magyar Nemzet (Tökmag melléklet) (1993–1994)
- Úritök (1993–1996)
- Magyar Poén Tőzsde (1994)
- Pesti Vicc (1995–1999)
- Ludas Matyi Rejtvény Magazin (1996)
- Népszabadság (1996–1997)
- Mai Nap (1997–2000)
- Veszett Veréb (1996–)
- Igen akkor (1999)
- Üzleti 7 (1998)
- Új Néplap (1998)
- Jászkun Kakas (1998)
- LMLM (2000)
- Patika Magazin (1996–2001)
- Kedvenceink (1998)
- Ludas Magazin (Évszakok) (2001)
- Ügyes (2000–2004)
- Reform (2004)

## Díjai, elismerési
- Kiváló Munkáért kitüntetés (1980)
- Szocialista kultúráért kitüntetés (1982)
- MKISZ-díj (1987)
- MAOE-díj (1999)
- Sajtópáholy-díj (1999)
- Szabolcs-Szatmár Megyei Tanács-díja (I. Országos Karikatúra Biennálé, Nyíregyháza, 1983)
- Nívódíj (Hírlapkiadó Vállalat, 1983)
- SZOT-díj (II. Országos Karikatúra Biennálé, Nyíregyháza, 1985)
- A Magyar Képző- és Iparművészek Szövetsége és a Képzőművészeti Lektorátus nagydíja – III. (I. Országos Karikatúra Biennálé, Nyíregyháza, 1987)
- A Magyar Kultúra Alapítvány nagydíja – II. Magyar Karikatúra Művészeti Fesztivál, 1989)
- A Magyar Alkotóművészek Országos Egyesülete díja – III. Magyar Karikatúra Művészeti Fesztivál, 1990)
- Az Év Karikatúrája – Magyar Sajtópáholy (1999)
- Nemzetközi karikatúra kiállítás – II. díj (Moszkva, 1969)
- Világkiállítás – III. díj (Montreal, 1970)
- EzüstKupa-díj (Újvidék, 1970)
- Különdíj (Bordighera (Olaszország), 1971; 1975)
- Különdíj (Heringen (Belgium), 1971)
- Nemzetközi karikatúra kiállítás – I. díj (Újvidék, 1972)
- Nemzetközi karikatúra kiállítás – I. díj (Szarajevó, 1972)
- Különdíj (Bordighera (Olaszország), 1974; 1981)
- Nagydíj (Marostica (Olaszország), 1975)
- Különdíj (Ancona (Olaszország), 1975; 1981; 1983)
- Különdíj (Nyugat-Berlin, 1975)
- Különdíj (Isztambul, 1975)
- Nemzetközi karikatúra kiállítás – II. díj (Vercelli (Olaszország), 1975)
- Nemzetközi karikatúra kiállítás – X. díj – (Nyugat-Berlin, 1978)
- Nemzetközi karikatúra kiállítás – III. díj (Zug (Svájc), 1978)
- Extra Különdíj (Isztambul, 1979)
- „Kiemelt Karikatúra”-díj (Párizs, 1979)
- Különdíj (Ankara, 1979)
- Különdíj (Vercelli (Olaszország), 1980; 1982)
- Nemzetközi karikatúra kiállítás – II. díj (Pescara (Olaszország), 1980)
- „Kiváló Művész”-díj (Tokió, 1981)
- Különdíj (Pistoia (Olaszország), 1982)
- Különdíj (Pescara (Olaszország), 1982)
- Különdíj (Skopje (Jugoszlávia), 1982)
- UNEP-díj (Karikatúta Albumok Díja) – (Nairobi (Kenya), 1982) – Az SOS című album (Corvina)
- Különdíj (Marostica (Olaszország), 1983)
- Humor és Szatíra Ház díj – (Gabrovo (Bulgária), 1985)
- Sportdíj (Ancona, (Olaszország), 1985)
- Világkiállítás – 5. díj (Montreal, 1987)

## Önálló kötetei
- Adam und Eve (Corvina-Eulenspigel Könyvkiadó, 1977)
- Tréfás ABC (Móra Könyvkiadó, 1977)
- Krix és Krax (Móra Könyvkiadó, 1978)
- Tréfás katonai lexikon (Zrínyi Katonai Kiadó, 1979)
- Tréfás KRESZ (Móra Könyvkiadó, 1979)
- Charlie Chaplin (Kner Nyomda – minikönyv, 1979)
- S. O. S. (Corvina Könyvkiadó, 1979)
- Télapó az állatok között (Móra, Könyvkiadó, 1982)
- Vonalparádé (HK Kiadó, 1982)
- Rajzos Közéleti Ábécé (Gondolat Könyvkiadó, 1983)
- Dallos Jenő bélyegei I–II. (Kner Nyomda – minikönyv, 1983)
- Négy és fél dimenzió (Atelier Muse, Japán KK., 1984)
- Léniák (Kner Nyomda – minikönyv, 1984)
- Bogaraink (Kner Nyomda – minikönyv, 1984)
- A halak beszélnek (Kner Nyomda – minikönyv, 1985)
- Cirkuszi állatkert (Kner Nyomda – minikönyv, 1985)
- Háztáji pillangók (Kner Nyomda – minikönyv, 1986)
- A Madárkereskedő kisvállalkozása (Kner Nyomda – minikönyv, 1988)

## Rajzfilmjei
- Voanders Lacht Man Anders Teil II. (DEFA filmstúdió, 1977)
- S.O.S (Pannónia Filmstúdió, 1982)
- Smog (A Magyar Televízió megbízásából – Pannónia Filmstúdió, 1986)

## Kiállításai
Egyéni kiállításai:
- Fiatal Művészek Klubja (Budapest, 1970 – Kőszegi Judit, Brenner György)
- Pesterzsébeti Múzeum (Budapest, 1974)
- Kultúrközpont (Cegléd, 1975)
- Művelődési Központ (Siófok, 1977) (Balázs-Piri Balázs, Mészáros András)
- Fészek Művészklub (Budapest, 1978)
- Komáromi Kisgaléria (Komárom, 1979)
- Kisduna Galéria (Budapest, 1980)
- Hammer Galéria, Európa Center (Nyugat-Berlin, 1980)
- Orvostudományi Egyetem (Pécs, 1981)
- Megyei Könyvtár (Eger, 1982)
- Gábor Andor Klub (Budapest, 1982)
- Járási-Városi Könyvtár (Vác, 1983)
- Gödöllői Galéria (Gödöllő, 1983) (Balázs-Piri Balázs, Brenner György, Dallos Jenő, Lehoczky István, Sajdik Ferenc)
- Erlangen (Németország, 1983) (Brenner György, Dallos Jenő, Sajdik Ferenc, Lehoczki István)
- Városi Művelődési Központ (Sárvár, 1984)
- Művelődési Központ (Hajdúböszörmény, 1984)
- Helyőrségi Művelődési Központ (Cegléd, 1984)
- Magyar Intézet (Helsinki, 1985) (Brenner György, Dallos Jenő, Sajdik Ferenc)
- Sólyom László Művelődési Központ (Lenti, 1985)
- Magyar Intézet (Linz, 1985) (Dallos Jenő, Sajdik Ferenc, Tettamanti Béla)
- BMW Kultúrprogram (Landau, 1985) (Dallos Jenő, Hegedűs István, Sajdik Ferenc, Tettamanti Béla)
- Janus Pannonius Tudományegyetem (Pécs, 1985)
- Burgerlandi Kulturális Központ (Oberschützen (Ausztria), 1986) (Dallos Jenő, Hegedűs István, Sajdik Ferenc, Tettamanti Béla)
- Magyar napok – Monterrei Egyetem (Párizs, 1986) (Dallos Jenő, Hegedűs István, Kaján Tibor, Sajdik Ferenc)
- Villach (Ausztria), 1987 (Dallos Jenő, Hegedűs István, Kaján Tibor, Sajdik Ferenc)
- Ernst Múzeum (Budapest, 1987) ((Brenner György, Dallos Jenő, Sajdik Ferenc)

Csoportos kiállításai:
- Műcsarnok (Budapest, 1967; 1979)
- Művelődési Ház (Esztergom, 1968)
- Fiatal Művészek Klubja (Budapest, 1970)
- Szépművészeti Múzeum (Budapest), 1970
- Ernst Múzeum (Budapest, 1975)
- Művelődési Ház (Vác, 1979)
- Sci-Fi kiállítás Móra Könyvkiadó (Budapest, 1982)
- Madzsar József Kórház (Salgótarján, 1982)
- I. Országos karikatúra biennálé (Nyíregyháza, 1983)
- „40 alkotó év” jubileumi kiállítás, Műcsarnok (Budapest, 1985)
- II. Országos karikatúra biennálé (Nyíregyháza, 1985)
- III. Országos karikatúra biennálé (Nyíregyháza, 1987)
- IV. Országos karikatúra biennálé (Nyíregyháza, 1989)
- Nemzetközi Karikatúra kiállítás (Nemzeti Galéria) Best of 2004, 2005, 2006